# Derr
Derr o Al-Derr (àrab: الدر, ad-Darr) fou una ciutat del sud d'Assuan a Egipte, a la riba del Nil, on hi havia un temple que va ser desmuntat el 1964 per evitar ser cobert per les aigües del llac Nasser. Va ser traslladat uns quilòmetres al sud, prop del temple d'Amada.
Fou construït per Ramsès II per celebrar el festival de Seth vers els seus 30 anys de regnat i fou excavat en part a la roca. S'assembla a Abu Simbel. Fou dedicat a Ra. La ciutat nubiana de Derr li va donar nom, però no se sap el seu nom egipci ni la seva importància quan el temple es va fer.
A l'època cristiana, fou reconvertit en església però encara es conserven pintures i gravats. Hi ha dues sales amb pilars que conserven part de la decoració, on es mostren sobretot escenes religioses i el faraó fent ofrenes.